# Kätkytsaari (ö i Södra Karelen, Villmanstrand, lat 61,29, long 28,02)
Kätkytsaari är en ö i Finland. Den ligger i sjön Saimen och i kommunen Taipalsaari i den ekonomiska regionen  Villmanstrands ekonomiska region  och landskapet Södra Karelen, i den södra delen av landet, 210 km nordost om huvudstaden Helsingfors. Öns area är 4,7 hektar och dess största längd är 410 meter i nord-sydlig riktning.